# Carlile Henry Hayes Macartney

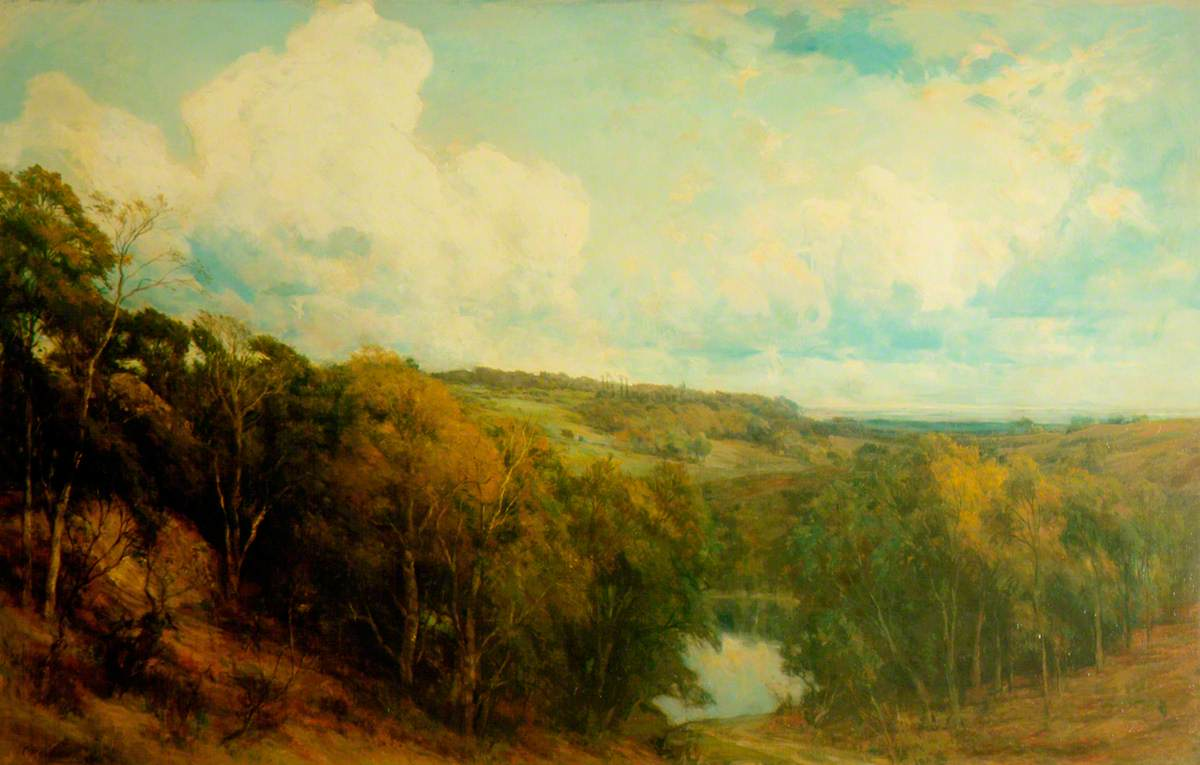
Moorland, 1890, von Carlile Henry Hayes Macartney. Government Art Collection

Carlile Henry Hayes Macartney (* 8. März 1842 in Neapel; † 1924 in London) war ein britischer Maler, Orientalist, Jurist und Übersetzer.

## Leben
Carlile Henry Hayes Macartney wurde 1842 in Neapel als Sohn des Arztes Maxwell Macartney und dessen erster Ehefrau Emily Eliza Hayes geboren. Er besuchte das Marlborough College und studierte anschließend am Clare College der Universität Cambridge, wo er 1866 seinen Abschluss machte. Nach seinem Studium wurde er als Barrister am Inner Temple zugelassen. Macartney war im Jahr 1884 Mitbegründer der Art Workers’ Guild, gemeinsam mit seinem Halbbruder Sir Mervyn Macartney und weiteren Künstlern wie W. A. S. Benson und Heywood Sumner. Er lebte im Foxholds House in Thatcham, einem von seinem Halbbruder entworfenen Haus, das heute als regionales Büro von English Nature dient. Er war mit Louisa Gardiner verheiratet und hatte mit ihr einen Sohn, Carlile Aylmer Macartney, der ein angesehener Historiker mit Schwerpunkt auf Mittel- und Osteuropa wurde.

## Werk

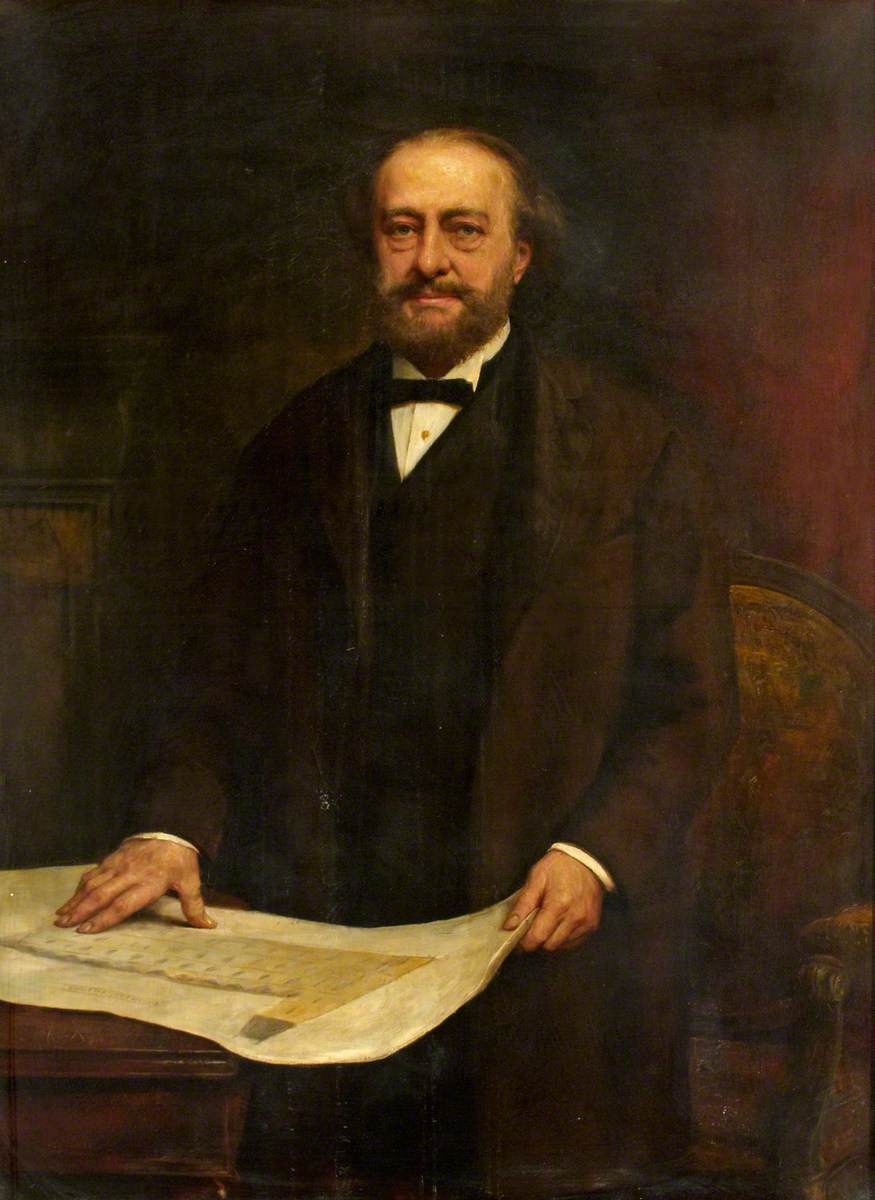
Carlile Henry Hayes Macartney: Sir Edwin Saunders, 1884. Royal Society of Medicine

Carlile Henry Hayes Macartney war sowohl als Maler als auch als Orientalist tätig. Er schuf Porträts und Landschaftsgemälde, die er unter anderem in der Royal Academy of Arts, der Grosvenor Gallery, der Walker Art Gallery und der Manchester City Art Gallery ausstellte. Seine Werke sind heute in Sammlungen wie der Tate Gallery, der Royal Society of Medicine, dem Dental Museum der British Dental Association und der Government Art Collection vertreten. Als Orientalist veröffentlichte er englische Übersetzungen orientalischer Texte, darunter eine Ausgabe des „Dîwân“ von Ghailân Ibn Uqbah, auch Dhu’r-Rummah genannt, im Jahr 1920.